# باشگاه فوتبال کاوناس

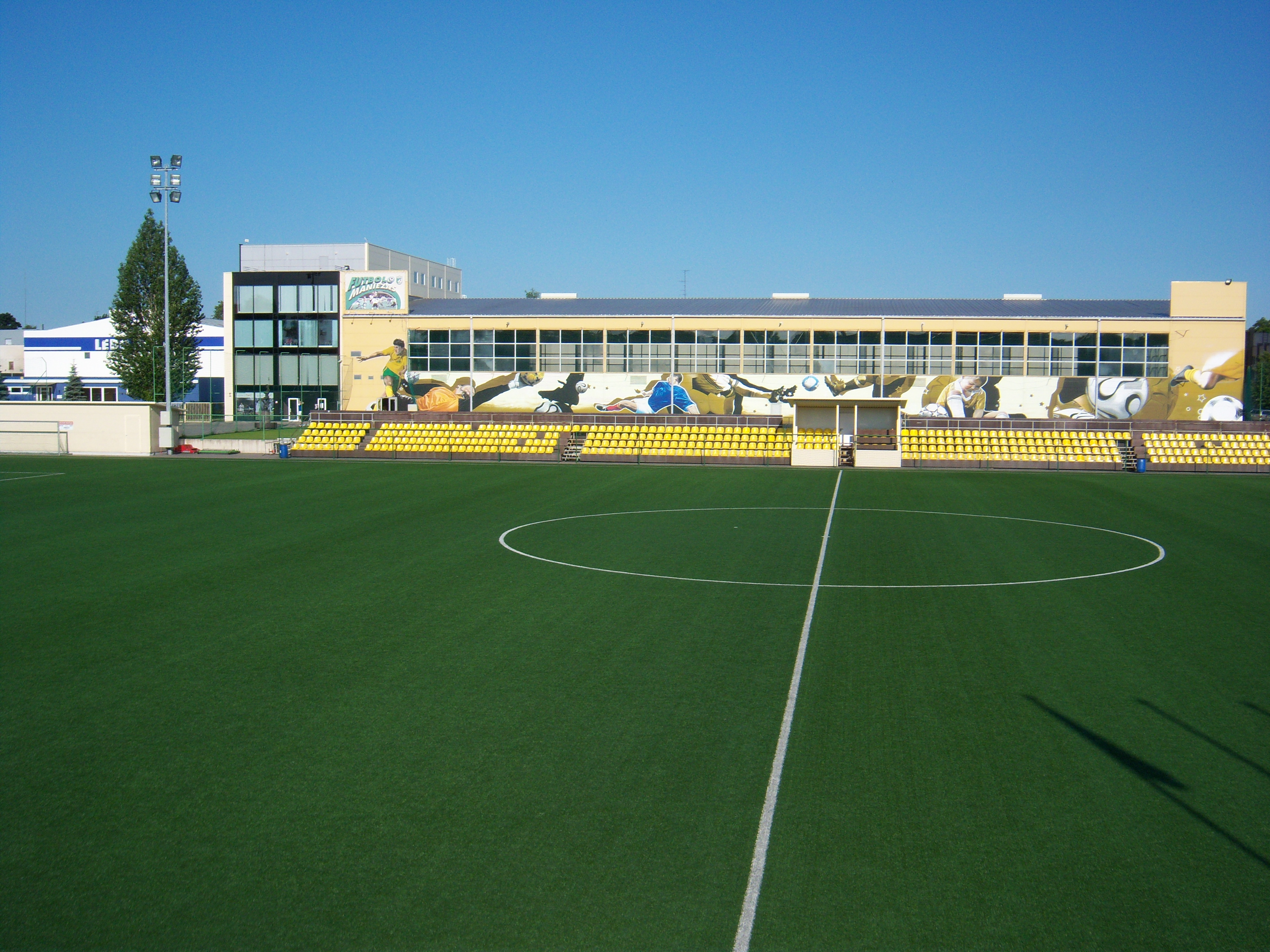
ورزشگاه باشگاه فوتبال کاوناس

باشگاه فوتبال کاوناس (انگلیسی: FBK Kaunas) یک باشگاه فوتبال در شهر کاوناس، لیتوانی بود.
این باشگاه در سال ۱۹۶۰ تأسیس و در سال ۲۰۱۲ منحل شد، کاوناس سابقه ۸ قهرمانی در لیگ آ فوتبال لیتوانی و ۴ قهرمانی در جام حذفی فوتبال لیتوانی را در کارنامه دارد.